# モンフェッラート侯国

モンフェッラート侯国
（967年 - 1574年）
モンフェッラート公国
（1574年 - 1708年）
Marchesato del Monferrato
Ducato del Monferrato

1494年のモンフェッラート侯国（青色の部分）

モンフェッラート侯国（イタリア語: Marchesato del Monferrato）は、ピエモンテ南部とトリノ東部にあった侯爵領。

## 歴史
950年頃、イタリア王ベレンガーリオ2世が西リグリア侯国（ラテン語: Marca Liguriae Occidentalis）として成立させ、娘婿であったアレラーミチ家のアレラーモに侯爵位を授け、961年にベレンガーリオ2世がイタリア王位を追われた後も侯国は所領を安堵された。
1305年にアレラーミチ家が断絶すると、侯国は東ローマ帝国の皇族であったパレオロゴ家に継承された。
1533年にパレオロゴ家が断絶すると、1536年までスペイン王カルロス1世に占領され、その後侯国はゴンザーガ家のマントヴァ公フェデリーコ2世に統治された。1574年、グリエルモ10世は神聖ローマ皇帝マクシミリアン2世により公爵に陞爵され、モンフェッラート公国（イタリア語: Ducato del Monferrato）となった。
1628年から1631年まで、マントヴァ継承戦争により一時断絶した。
1708年、最後の公フェルディナンド・カルロは神聖ローマ皇帝レオポルト1世に所領を没収され、モンフェッラート公国はサヴォイア公国に併合された。

## モンフェッラート侯一覧

### アレラーミチ家（961年 - 1305年）
- アレラーモ（英語版）（961年 - 991年）
  - グリエルモ2世（英語版）（共同統治者、961年） - アレラーモの長男。
- オットーネ1世（英語版）（991年） - アレラーモの次男。
- グリエルモ3世（英語版）（991年 - 1042年） - オットーネ1世の長男。
- オットーネ2世（英語版）（1042年 - 1084年） - グリエルモ3世の子。
- グリエルモ4世（英語版）（1084年 - 1100年） - オットーネ2世の長男。
- ラニエーリ1世（英語版）（1100年 - 1136年） - グリエルモ4世の子。
- グリエルモ5世（英語版）（1136年 - 1191年） - ラニエーリ1世の子。
- コッラード（1191年 - 1192年） - グリエルモ5世の次男。
- ボニファーチョ1世（1192年 - 1207年） - グリエルモ5世の三男。
- グリエルモ6世（英語版）（1207年 - 1225年） - ボニファーチョ1世の長男。
- ボニファーチョ2世（英語版）（1225年 - 1253/1255年） - グリエルモ6世の子。
- グリエルモ7世（英語版）（1253/1255年 - 1292年） - ボニファーチョ2世の子。
- ジョヴァンニ1世（英語版）（1292年 - 1305年） - グリエルモ7世の子。

### パレオロゴ家（1305年 - 1533年）
- テオドロ1世（英語版）（1306年 - 1338年） - ジョヴァンニ1世の姉エイレーネーの四男。
- ジョヴァンニ2世（1338年 - 1372年） - テオドロ1世の子。
- オットーネ3世（英語版）（1372年 - 1378年） - ジョヴァンニ2世の長男。
- ジョヴァンニ3世（英語版）（1378年 - 1381年） - ジョヴァンニ2世の次男。
- テオドロ2世（英語版）（1381年 - 1418年） - ジョヴァンニ2世の三男。
- ジョヴァンニ・ジャコモ（英語版）（1418年 - 1445年） - テオドロ2世の子。
- ジョヴァンニ4世（英語版）（1445年 - 1464年） - ジョヴァンニ・ジャコモの長男。
- グリエルモ8世（英語版）（1464年 - 1483年） - ジョヴァンニ・ジャコモの次男。
- ボニファーチョ3世（英語版）（1483年 - 1494年） - ジョヴァンニ・ジャコモの三男。
- グリエルモ9世（1494年 - 1518年） - ボニファーチョ3世の長男。
- ボニファーチョ4世（英語版）（1518年 - 1530年） - グリエルモ9世の子。
- ジョヴァンニ・ジョルジョ（英語版）（1530年 - 1533年） - ボニファーチョ3世の次男。

### ゴンザーガ家（1533年 - 1574年）
- フェデリーコ（1533年 - 1540年） - ボニファーチョ4世の姉マルゲリータの夫。マントヴァ公フェデリーコ2世
- フランチェスコ1世（1540年 - 1550年） - フェデリーコの長男、グリエルモ9世の孫。マントヴァ公フランチェスコ3世
- グリエルモ10世（1550年 - 1574年） - フェデリーコの次男、グリエルモ9世の孫。マントヴァ公グリエルモ

## モンフェッラート公一覧

### ゴンザーガ家（1574年 - 1627年）
- グリエルモ10世（1574年 - 1587年）
- ヴィンチェンツォ1世（1587年 - 1612年） - グリエルモ10世の長男。マントヴァ公
- フランチェスコ2世（1612年） - ヴィンチェンツォ1世の長男。マントヴァ公フランチェスコ4世
- フェルディナンド1世（英語版）（1612年 - 1626年） - ヴィンチェンツォ1世の次男。マントヴァ公
- ヴィンチェンツォ2世（英語版）（1626年 - 1627年） - ヴィンチェンツォ1世の四男。マントヴァ公

### ゴンザーガ＝ネヴェル家（1627年 - 1708年）
- カルロ1世（1627年 - 1637年） - グリエルモ10世の弟ルイ4世の三男。マントヴァ公
- カルロ2世（1637年 - 1665年） - カルロ1世の孫。マントヴァ公
- フェルディナンド・カルロ（1665年 - 1708年） - カルロ2世の子。マントヴァ公